# Зеленогорск (Красноярски край)
Зеленого́рск (на руски: Зеленогорск) е затворен град в Красноярски край, Русия. Разположен е на левия бряг на река Кан, на около 137 km източно от Красноярск. В миналото е носил имената Заозьорни-13 и Красноярск-45. Към 2016 г. има население от 62 670 души.

## История
Зеленогорск е основан на мястото на село Уст Барга, възникнало около 1735 г. За дата на основаване на града се счита 18 юли 1956 г., когато е започнат строежа на първия жилищен дом. Целта на новото селище е било да приютява персонала на запланувано електрохимически предприятие за производство на военен уран. Градът се строи от многонационален екип. През 1961 г. е построена ТЕЦ. Електрохимическият завод заработва през 1962 г. Производството на уран за военни цели е преустановено през 1988 г. и оттогава насетне се произвежда нискообогатен уран за ядрени реактори. До 1992 г. носи името Красноярск-45.

## Население
| 1959   | 1979   | 1992   | 1996   | 2000   | 2003   | 2005   | 2007   |
| ------ | ------ | ------ | ------ | ------ | ------ | ------ | ------ |
| 9200   | 48 700 | 64 000 | 66 700 | 68 800 | 69 400 | 69 200 | 68 600 |
| 2009   | 2010   | 2011   | 2012   | 2013   | 2014   | 2015   | 2016   |
| 68 583 | 66 056 | 66 100 | 65 617 | 65 055 | 64 343 | 63 388 | 62 670 |

## Икономика
Промишлеността на града е представена от електрохимическия завод, произвеждащ нискообогатен уран за ядрени реактори, и от ТЕЦ.

## Култура и образование
Градът разполага с 4 музея и международен младежки космически център.